# Kopi Kenangan
Kopi Kenangan (індонез. Кава Спогадів) — це індонезійська компанія, що володіє мережею кафе, де продаються свіжозварена кава, гарячі кавові напої, холодні й гарячі безалкогольні напої. 
Kopi Kenangan заповнив собою розрив в цінах між дорогою кавою з міжнародних роздрібних торговців та упакованою розчинною кавою. Престиж бренду Kopi Kenangan зростає разом із розвитком бізнесу, особливо після отримання фінансування від кількох компаній венчурного капіталу, таких як Sequoia India, Arrive, Serena Ventures і Alpha JWC Ventures. Kopi Kenangan планує розширити свій ринок за кордоном, представивши унікальний смак індонезійської кави.